# Castro de Tralocastro
El castro de Tralocastro o castro de Esmelle, es un yacimiento arqueológico, situado en la cima de un monte a unos 123 m de altitud, en la parroquia de Esmelle (Ferrol), España. Se trata de un castro fortificado con un total de tres líneas de defensa, formando un recinto de aproximadamente 2 ha de extensión.

## Descripción
Los resultados arqueológicos obtenidos en las excavaciones realizadas hasta 2025 muestran la existencia de tres fases de ocupación. Dos durante la Edad del Hierro, en los primeros momentos de ocupación del castro (siglo IV a. C.) y una de la época galaico-romana de comienzos del siglo I a. C., periodo en el que el castro experimentó un cambio significativo, durante el que se alteraron y destruyeron todas las construcciones previas.
El poblado forma, junto con los castros costeros de Santa Comba y de Lobadiz, un triángulo que ayuda a dibujar el mapa de la ocupación humana del área occidental de Ferrol durante la Edad del Hierro.
El recinto principal tiene forma casi circular, con unos 76 m de norte a sur y 89 m este a oeste. La construcción excavada posee tres muros de forma casi concéntrica aprovechando la fuerte pendiente natural y cuenta con dos accesos. El principal en la zona este y el otro al nordeste. Por el interior, paralelo a los muros, avanza un camino empedrado que estaba orientado directamente hacia la acrópolis, según era habitual en estos recintos.
Según la información obtenida en la campaña de 2024, es probable que el recinto amurallado hasta la acrópolis estuviese ya construido con anterioridad a la estructura habitada. Posiblemente, entre los siglos III a. C. y II a. C., se acometieron distintas reformas que modificaron la entrada al castro. En el siglo I a. C. estas construcciones se derribarían, seguramente para dar un nuevo uso al lugar. Con toda probabilidad, el castro se fue abandonando tras la conquista romana.